# آتنری ارناندس
آتنری ارناندس (اسپانیایی: Atenery Hernández‎؛ زادهٔ ۱۰ دسامبر ۱۹۹۴) وزنه‌بردار زن اهل اسپانیا است.
وی در مسابقات کشوری و بین‌المللی در مجموع برندهٔ ۱ مدال نقره شده‌است.